# ヨハン・ニコラウス・フォン・ドライゼ
ヨハン・ニコラウス・フォン・ドライゼ（Johann Nicolaus von Dreyse、1787年11月20日 - 1867年12月9日）はドイツの銃器設計者・製造者で、ドライゼ銃の発明者として有名である。
ドライゼ銃は1836年にプロイセン軍に提出され、1840年にLeichte Perkussionsgewehr M1841（軽量パーカッションライフル M1841）といういささか作動機構にそぐわない名前で制式採用されたのち、1855年にZündnadelgewehr M1841（撃針式ライフル M1841）という名前に改められた。

## 略歴
ドライゼはマインツ選帝侯領のゼンマーダーで錠前師の息子として生まれた。1809年から1814年までパリに出て、後装式軍用ライフルの試作を手がけたスイス人銃職人ジャン＝サミュエル・パウリの工場で働いた。ドライゼはゼンマーダーに戻ると1824年にパーカッションキャップを製造する会社を設立した。この会社で後にドライゼ銃として知られる針打式ライフルを開発することになる。
ドライゼ銃は最初のボルトアクションライフル銃であると言われる場合もあるが、実際には銃身後端を閉鎖するためのボルト機構以外は現代のボルトアクションライフル銃との相似性は低い。ドライゼ銃の弾薬は、紙製薬莢で弾丸をサボに保持するようになっていて、撃針はこの紙製薬莢を貫いて弾丸後部の雷管を突き、装薬の黒色火薬に着火する仕組みであった。ドライゼ銃の構造はシンプルで、清掃も比較的容易であった。例えば、磨耗した撃針はボルト機構を分解することなく迅速に交換することができた。ドライゼ銃は1860年代半ばに至るまで各国の軍隊で標準であった前装式のマスケットに比べて射撃速度がはるかに速く、当時としては画期的な改良であった。単発式ではあったが、射手は砲火の前に身を晒すことなく次弾を装填できるようになった。
ドライゼ銃は第二次シュレースヴィヒ＝ホルシュタイン戦争や普墺戦争、普仏戦争でプロイセン軍が使用したが、1866年にフランスで制式採用されたシャスポー銃の性能が高く、急速に陳腐化して使われなくなっていった。また、他国でもボルトアクションライフルの開発が進み、例えば1869年にスイスで採用されたヴェテルリ銃は金属薬莢でチューブマガジンを備え、連続発射が可能であった。フランスでも1874年にシャスポー銃を金属薬莢のボルトアクションライフルに改良したグラース銃が登場した。ドイツはやや早く1871年に口径11mmの金属薬莢を採用したまったく新しい設計のモーゼルM71に更新していた。イギリスおよびアメリカでは前装式から金属薬莢の後装式にほぼ直接移行したが、ボルトアクション以外の作動機構のもの（例えばレバーアクションなど）も同時に開発されていた。
ドライゼ銃を開発した後のドライゼの足跡にはやや不明確な点がある。これは彼が自らの名前からヨハンを落とし、ニコラウス・フォン・ドライゼと名乗ったらしいためである。

## ギャラリー

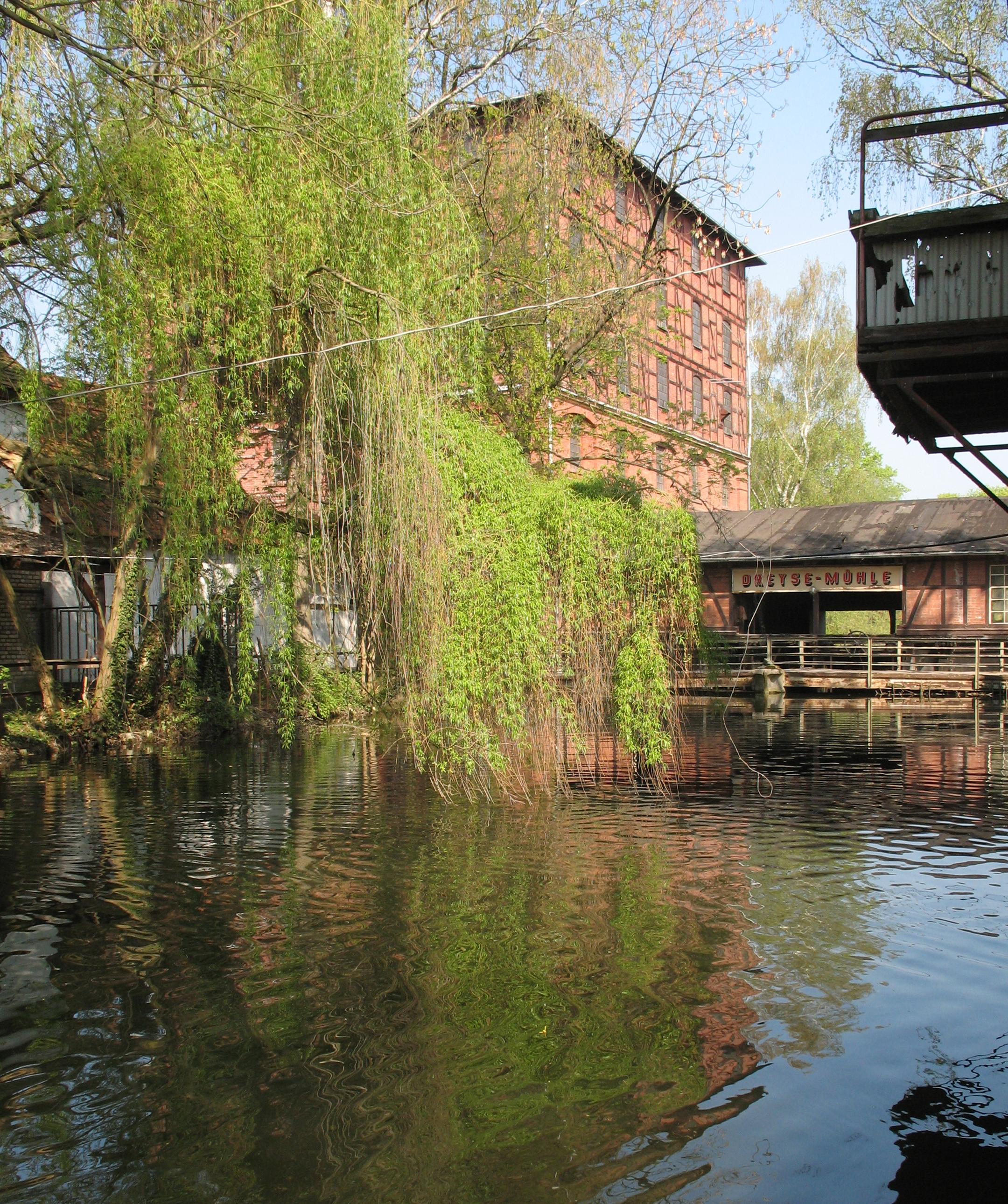
ゼンマーダーにあるドライゼの工場
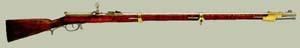
ドライゼ銃 / プロイセン軍に採用されたM1841
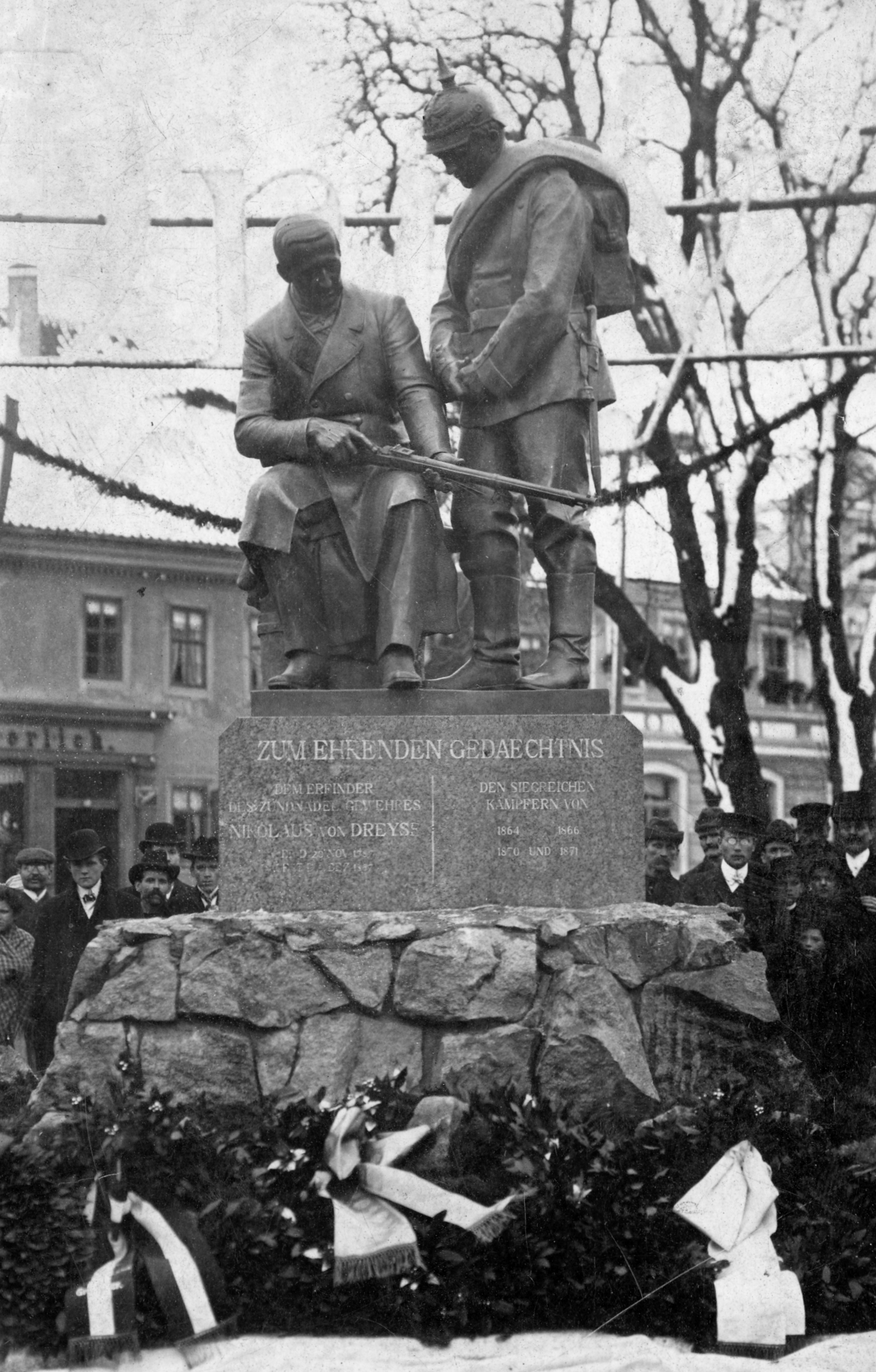
ドライゼ像の除幕の模様。ゼンマーダー、1909年。